# Amir Spahić
Amir Spahić (* 13. September 1983 in Sarajevo) ist ein ehemaliger bosnisch-herzegowinischer Fußballspieler.

## Karriere
Spahić begann in der Jugendabteilung vom FK Austria Wien mit dem Fußballspielen und wechselte 2003 in die Reservemannschaft von Arminia Bielefeld. Zur Saison 2004/05 ging er für eine Spielzeit nach Österreich zum SC Eisenstadt. Nach diesem Jahr wechselte er zurück nach Bosnien und spielte erst ein halbes Jahr für FK Sloboda Tuzla und dann anderthalb Jahre für FK Željezničar Sarajevo. Im Dezember 2007 ging er zum russischen Zweitligisten Torpedo Moskau.
Zur Saison 2009/10 wechselte Spahić in die polnische Ekstraklasa zu Śląsk Wrocław. Sein Vertrag war bis 2014 gültig.

## Erfolge
- Polnischer Meister (2012)